# Romema Ilit
Romema Ilit (hebrejsky: עילית‎ רוממה‎, doslova Horní Romema) je městská čtvrť v severozápadní části Jeruzaléma v Izraeli.

## Geografie
Jde o podčást městské čtvrtě Romema, jejíž severozápadní část zaujímá. Leží v nadmořské výšce cca 800 metrů, cca 3,5 kilometru severozápadně od Starého Města. Na jihu s ní sousedí vlastní Romema, na východě čtvrti Unsdorf, Kirjat Matersdorf a na severu Kirjat Ševa Kehilot. Na západě už končí zástavba a terén spadá do údolí potoka Sorek, na jehož stráni jsou zbytky arabské vesnice Lifta. Podél okraje čtvrti Romema Ilit prochází nová dálniční komunikace (západní obchvat města) Sderot Menachem Begin. Populace čtvrti je židovská.